# René d'Abadie
Pour les articles homonymes, voir Famille d'Abadie.
Le marquis René d'Abadie (10 mars 1895 à Magnac-Laval - 15 juillet 1971 à Magnac-Laval) est un ornithologue français. 

## Biographie
Docteur ès sciences naturelles, diplômé de l'université de Cambridge, René d'Abadie a accumulé durant sa vie une collection variée d'histoire naturelle qu'il légua à sa mort au muséum d'histoire naturelle de Nantes. Depuis 1988, cette collection y est exposée sous la forme d'une fidèle reconstitution de son cabinet de travail,.
Il est aussi fondateur de la Société française d’ornithologie.